# Монтекукколи (род)
Монтекукколи (нем. Montecuccoli, итал. Montecuccoli) — знатный дворянский австрийский род.

## История
Корни семьи восходят к XI веку, их замок находился в Монтекукколо недалеко от Модены. Представители мужского пола поступили на императорскую службу.
В 1530 году семья была возведена в ранг имперского графа императором Карлом V. Раймондо Монтекукколи (1609—1680) получил звание имперского князя от императора Фердинанда II 25 мая 1651 года за свои заслуги в качестве имперского генерала, дипломата и государственного деятеля, но не получил места и права голоса в Имперском совете князей. Только в 1689 году его сын Леопольд Филипп получил место и право голоса. Княжеская линия семьи Монтекукколи угасла с его смертью в 1698 году.
С 1861 года Монтекукколи как одна из 64 графских семей имела наследственное место в верхней палате рейхсрата .

## Известные представители
- Граф Эрнесто Монтекукколи (1582—1633) — имперский генерал во время Тридцатилетней войны. В 1624 году император Фердинанд II наделил его сеньорией Хоэнегг на территории современной Нижней Австрии[1].
- Его племянник Раймондо Монтекукколи (1609—1680) — имперский генерал, дипломат и государственный деятель, военный теоретик и писатель и создатель первой постоянной армии в Австрии. Он стал имперским князем в 1651 году.
- Граф Альфонсо Монтекукколи — адмирал великого герцога Тосканы, возглавил небольшой флот против турок в 1607 году.
- Джованни Баттиста Капрара — архиепископ Иконии и Милана.
- Граф Джироламо Монтекукколи (1583—1643) — тайный камергер великого герцога Тосканы и командир его немецкой охраны, позже министр и советник Леопольда V.
- Граф Геракл Пий Монтекукколи-Ладерки (1664—1729) — фельдмаршал.
- Князь Леопольд Филипп Монтекукколи (1663—1698), имперский фельдмаршал, лейтенант.
- Граф Рудольф Монтекукколи (1843—1922) — австро-венгерский адмирал и флотоводец
- Граф Альберт Монтекукколи-Ладерчи (1802—1852) — губернатор Зальцбурга в 1831—1838 годах[2].

## Владения
Гут Миттерау с 950 гектарами леса с 1710 года находится во владении дворянской семьи в муниципалитете Маркерсдорф-Хайндорф недалеко от Санкт-Пельтена. Замок был построен около 1600 года и приобрел свой нынешний вид в 1754 году. Около 1740 года граф Зено Монтекукколи перенес резиденцию из Хоэнегга в соседний замок Миттерау. Сегодня им управляют Альберт и Феликс Монтекукколи.

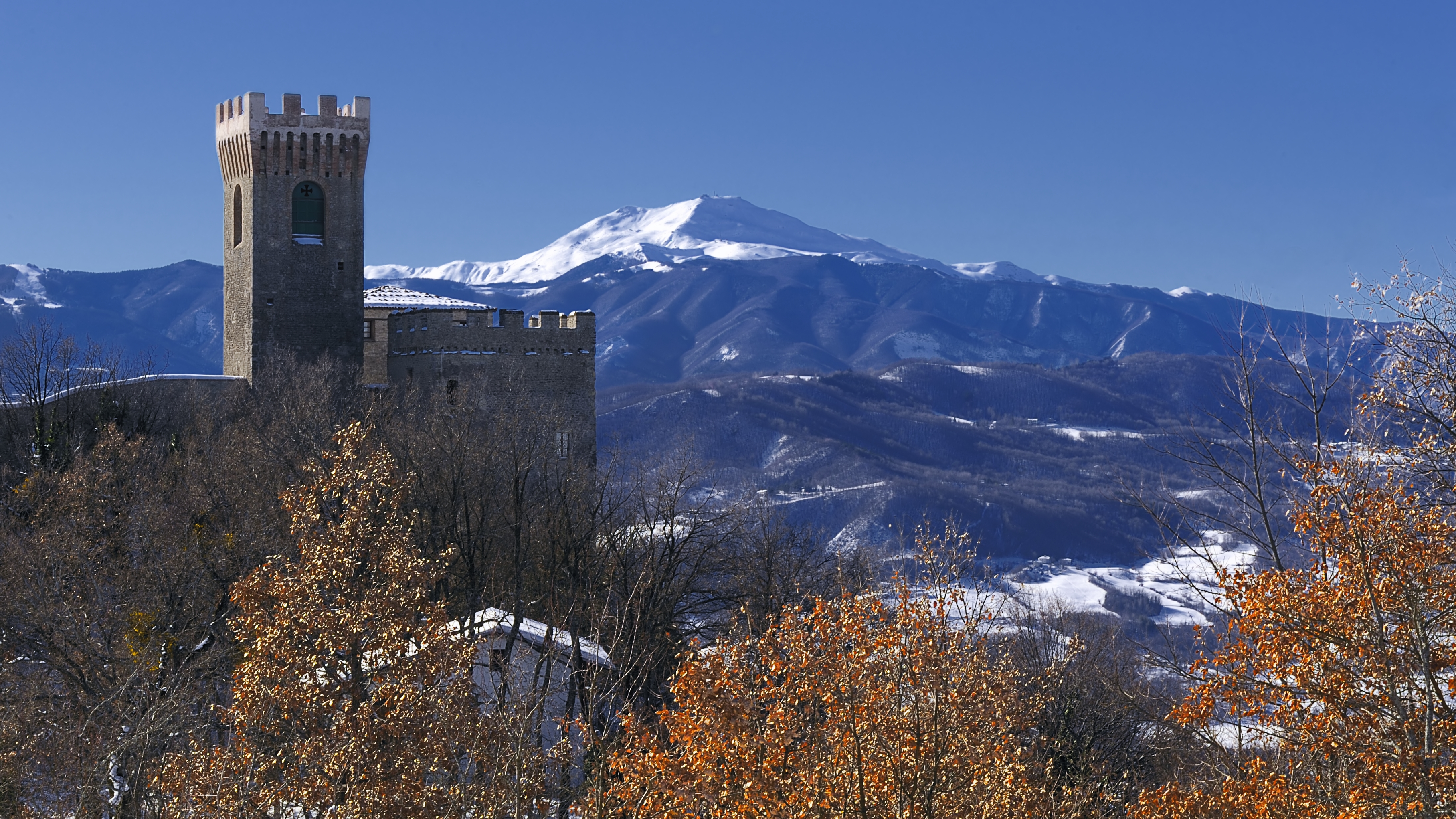
Замок Монтекукколи у Павулло-нель-Фриньяно
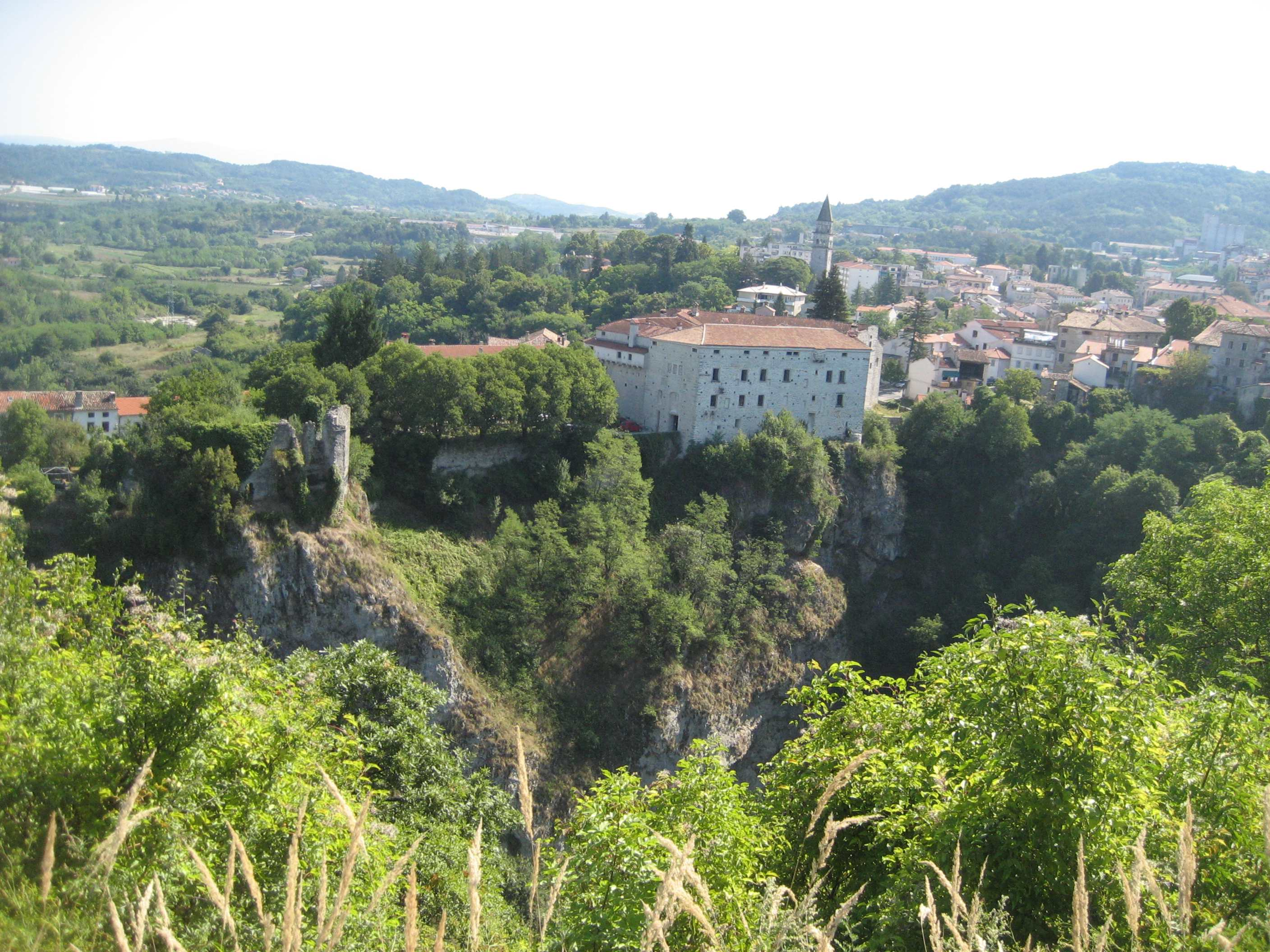
Пазинский замок, Истрия
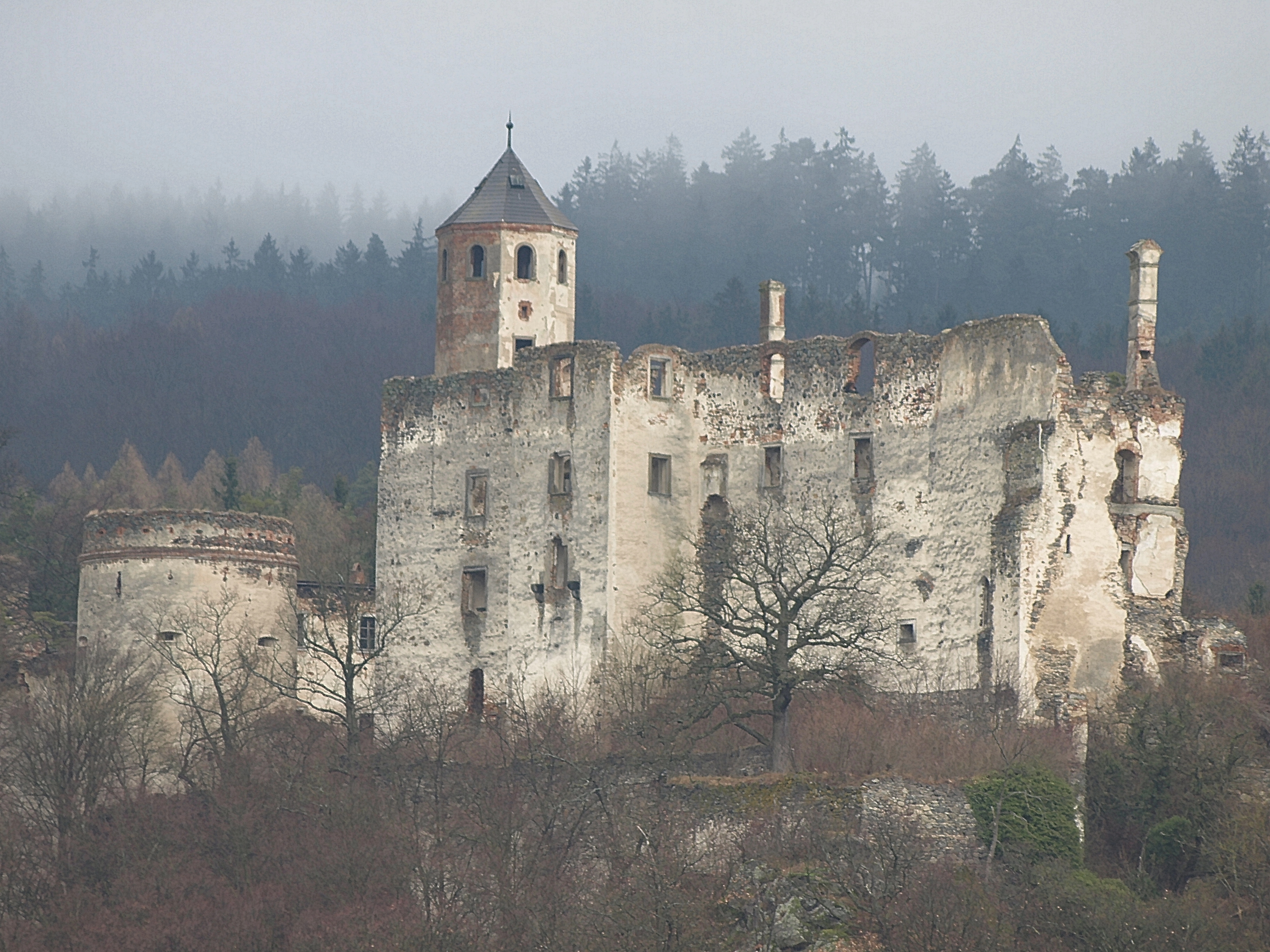
Замок Хоэнегг в Хафнербахе
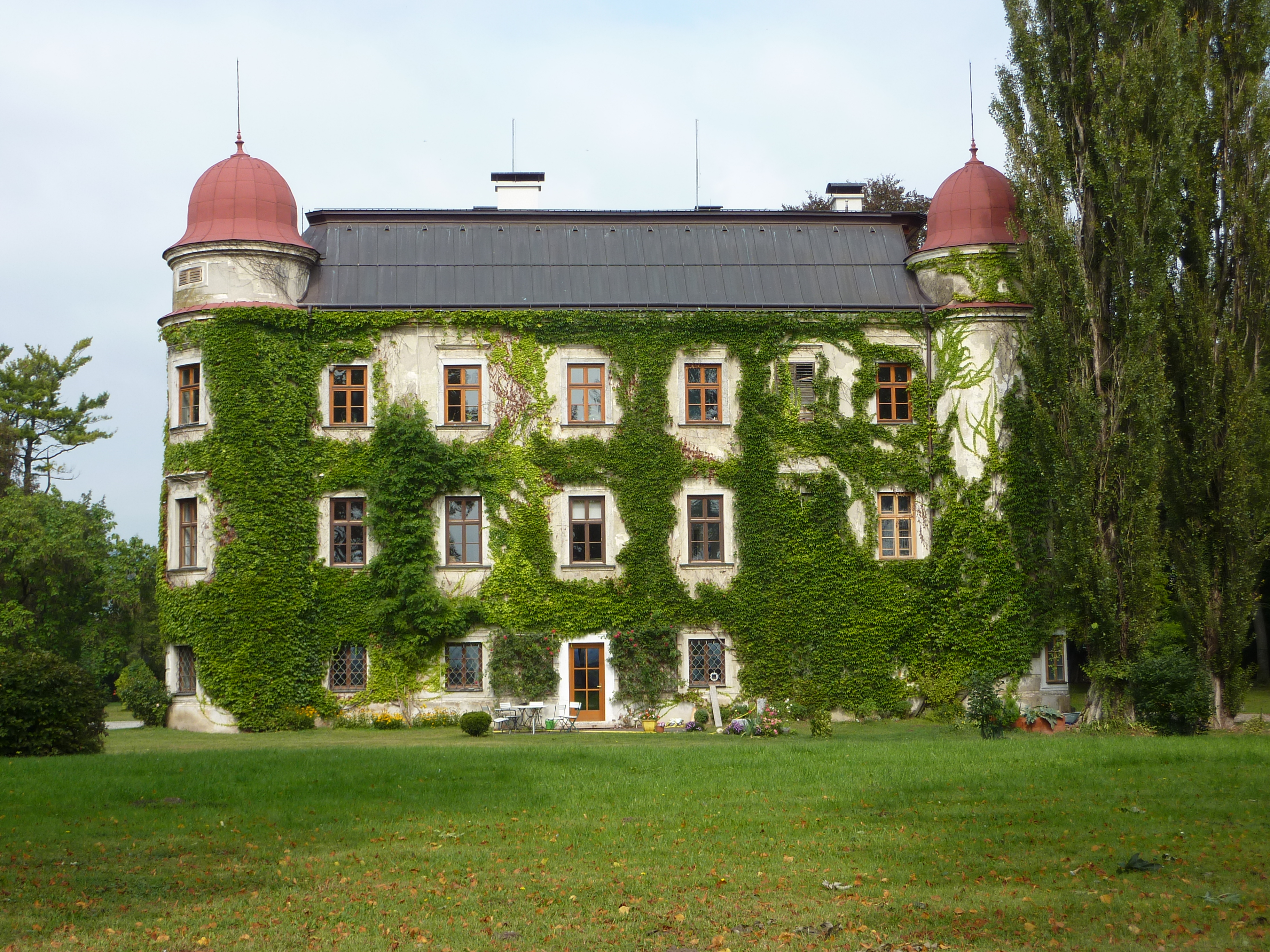
Замок Миттерау